# رامون مرکادر
 جِیمی رامون مرکادر دل ریو (به اسپانیایی: Jaime Ramón Mercader del Río؛ ۷ فوریه ۱۹۱۳ - ۱۸ اکتبر ۱۹۷۸) فعال سیاسی و کمونیست اسپانیایی، مامور پلیس سیاسی شوروی ان.کا.وِ.دِ و قاتل لئون تروتسکی بود.

## زندگی‌نامه
پدر و مادرش از هم جدا شده بودند بنابراین بیشتر دوران کودکی را همراه مادرش در فرانسه گذراند. مادرش ماریو دل ریو هرناندز، یک نجیب‌زاده اسپانیایی بود که اصلیت کوبایی داشت. از طرف پدر، پسر عموی ماریا مرکادر همسر دوم ویتوریو دسیکا کارگردان ایتالیایی است.
از سال ۱۹۳۰ به کمونیسم گرایش پیدا کرد و با سازمان‌های چپ اسپانیایی همکاری می‌کرد. برای مدت کوتاهی هم زندانی شد ولی با روی کار آمدن دولت جبهه ملی از زندان آزاد شد.
همچون مادرش به عضویت حزب کمونیست در آمد و به عنوان تک تیرانداز برای ان.کا.وِ.دِ خدمت می‌کرد تا تروتسکیست‌های اسپانیایی را ترور کنند (او به شخصه ۲۰ نفر را به قتل رساند). از سال ۱۹۳۷ به شوروی رفت تا برای ترور و خرابکاری آموزش ببیند.
تروتسکی، رقیب اصلی ژوزف استالین بود. پس از به قدرت رسیدن استالین، تروتسکی اقدام به تشکیل یک اپوزیسیون علیه استالین کرده‌بود. اکثر اعضای این اپوزیسیون، زندان، اخراج یا تبعید شدند. تروتسکی نیز که هدایت این اپوزیسیون را بر عهده داشت سرانجام در سال ۱۹۲۹ به همراه همسرش از شوروی اخراج شد. بریا از سال ۱۹۳۶ طرح قتل تروتسکی را ریخته و اجرای آن را به معشوقه‌اش یعنی مادر رامون مرکادر سپرده بود. پسر بزرگ ماریا مرکادر در اسپانیا کشته شده بود بنابراین انجام این عملیات به رامون مرکادر سپرده شد.

## قتل تروتسکی
اولین اقدام به ترور تروتسکی، توسط رامون مرکادر و دیگر مأموران ان‌کاوه‌ده در ۲۴ مه ۱۹۴۰ شکست خورد. بار دوم رامون مرکادر با منشی تروتسکی (سیلویا آگلف) طرح دوستی ریخت تا از طریق او بتواند به عنوان یک تحسین کننده کانادایی عقاید تروتسکی، با او ملاقات خصوصی داشته باشد. 
مرکادر در ۲۰ اوت ۱۹۴۰، با نام مستعار «آقای جکسون» در مکزیک به دیدار لئون تروتسکی رفت که آخرین مهمان او بود. او به نظر مردی متشخص می‌آمد و برای همین کسی به او شک نکرد و او را بازرسی نکردند. او با تروتسکی مشغول گپ زدن بود که ناگهان صدای فریاد تروتسکی بلند شد. وقتی محافظان به اتاق رفتند دیدند یخ‌شکنی یا به روایتی کلنگی در گردن تروتسکی بود و در دست جکسون چاقویی دیده می‌شد. تروتسکی در اثر شدت جراحات وارده کشته شد.
تروتسکی پیش از مرگ گفت: «او را نکشید، باید همه چیز را اعتراف کند.» معلوم شد که جکسون می‌خواسته بعد از ترور تروتسکی خودکشی کند. 
محافظان تروتسکی، رامون را به مقامات مکزیکی تحویل دادند. 
رامون هویت واقعی‌اش را بر ملا نکرد و قتل تروتسکی را نتیجه‌ی یک اختلاف شخصی با او توصیف کرد، چون می‌خواست با منشی تروتسکی ازدواج کند. سرانجام رامون مرکادر به بیست سال زندان محکوم شد.
ژوزف استالین گفته بود: «من در ترور تروتسکی هیچ نقشی ندارم.» اما بعد از ۲۰ سال مرکادر به شوروی رفت و نشان لنین که بالاترین نشان شوروی بود را دریافت کرد.

## آزادی از زندان
در سال ۱۹۶۰ از زندان آزاد شد و به هاوانا رفت و از طرف فیدل کاسترو از او استقبال شد. یک سال بعد به شوروی رفت و به عنوان یک قهرمان در اتحاد جماهیر شوروی از او تقدیر شد و نشان لنین را دریافت کرد. باقی عمر را بین شوروی و کوبا گذراند و برای کا گ ب کار می‌کرد و مشاور فیدل کاسترو بود.

## مرگ
مرکادر در سال ۱۹۷۸ میلادی در هاوانا درگذشت ولی پیکر او با نام رامون ایوانویچ لوپز در مسکو به خاک سپرده شد. او در موزه کا گ ب شهر مسکو جایگاه افتخاری دارد.